# Portrait einer dicken Frau
Portrait einer dicken Frau ist ein Hörspiel von Günther Rücker, das am 22. Januar 1971 urgesendet wurde.  Es gehört zu den erfolgreichsten Hörspielen in der Rundfunkgeschichte der DDR. Das Portrait einer dicken Frau ist Rückers erfolgreichstes Hörspiel, auch international. Es war in der Sowjetunion, in der ČSSR, in Bulgarien, Ungarn, Schweden, Norwegen und besonders in Finnland erfolgreich. Rücker erzählt von einem Bildhauer und seinem Modell. Sein doppelthematisches Hörspiel zeigt bedeutsame Charakterzüge eines scheinbar durchschnittlichen Menschen auf und entwickelt zugleich die Problematik des Selbstverständnisses eines sozialistischen Künstlers. Durch seinen unverkennbar epischen Zug wird besonders die Nähe zu ähnlichen Gestaltungen dieses Themas in der erzählenden Literatur der DDR deutlich, in denen die Situation des Künstlers in der DDR thematisiert wird.

## Inhalt
Ein Bildhauer will in einem Dorf das Ausgedingehaus auf einem ehemaligen Hof kaufen. Die übergewichtige Hausfrau mit einem irritierend hässlichen Gesicht lehnt zunächst ab, um schließlich doch auf den Verkauf einzugehen. Der Bildhauer schlägt vor, ihren Kopf in Bronze zu arbeiten. Nach einigem Widerstreben sitzt sie ihm Modell, und was der Bildhauer in diesem Gesicht sieht, wird hörbar in den Erinnerungen der dicken Frau an Krieg, Hunger und menschliches Leid. Während er arbeitet, erzählt sie ihm von den acht Kindern, die sie gebar, und neun Kindern, die sie großgezogen hat, von ihrem mühseligen Leben, das von den politischen Zeitläufen bestimmt war. Sie erzählt ihm Geschichten, die sie erlebt oder gelesen hat, und Geschichten aus der Bibel. Als das Gipsmodell fertig ist, ist die Frau erschüttert, trotz ihres unschönen Gesichtes geliebt zu werden.

## Beurteilung
Günther Rücker nimmt in seinen Hörspielen dem Hörer die Bewertung der Figuren nicht ab. In einer vielschichtig geführten Diskussion ästhetischer Probleme macht er im Portrait einer dicken Frau die Wahrheit des Lebens zum Kriterium, die er, gleichsam dem Credo des Bildhauers folgend, in jedem einzelnen Menschen findet.
Der simple Grundvorgang des Hörspiels scheint nur den Rahmen für die Binnengeschichte zu bieten, doch vermittelt er einen wesentlichen Teil der künstlerischen Aussage, die Rücker so ausführlich verfolgt, wie der Bildhauer, der ins Dorf kommt, sich um das Haus bemüht, weder Zeit noch Kosten scheut und sich nicht abweisen lässt. Der Hörer erlebt, wie eine ungewöhnliche Arbeit mit Gründlichkeit und Ausdauer vorbereitet wird, und schließlich, wie die Frau, die der Arbeit beiwohnt, zum Sprechen ermutigt wird. Angesichts des zeichnenden und modellierenden Mannes fühlt die Frau sich herausgefordert mehr beizutragen, als nur stumm da zu sein. So wie der Bildhauer ihren Kopf erarbeitet, erschließt auch sie ihm Stück um Stück ihre Vergangenheit – und damit dem Hörer. Die Frau kann auf kein anderes Lebenswerk verweisen, als dass sie Kinder geboren und großgezogen hat. Der Bildhauer antwortet auf die Frage des Gemeinderats, ob ihn das Porträt der dicken Frau nicht abhalte, „das Wichtige“ zu gestalten: „Jeder Mensch in meinem Lande ist mir nahe, und ich bin an seiner Seite. Meine Wißbegier über sein Leben ist nicht zu sättigen. [...] Je älter ich werde, je näher ich den Leuten bin, desto schwerer fällt mir, was mir einst so glänzend gelang, der Spott. Harte Worte gegen andere kann ich nicht finden ohne Fragen an mich selbst.“
In diesem Doppelporträt gestaltet Günther Rücker das Wechselverhältnis von Künstler und Gesellschaft und die gegenseitige Produktivität, die sowohl beim Künstler als auch bei seinem Modell zur Bewusstseinsveränderung führt, und zeigt dabei die Auseinandersetzung des Künstlers mit seiner Umwelt als individuellen und gesellschaftlichen Entwicklungsprozess zugleich. Der Bildhauer, der einen Ort suchte, wo er ungestört arbeiten kann, begegnet einer älteren Frau, deren Erzählungen ihn zusehends fesseln und deren ungeheuerliches Gesicht ihm auf- und sofort auch gefällt: „Du erschrickst, wenn du sie das erste Mal siehst. Dann sieht man allmählich, es ist fast schön.“ Mit ihrer Lebensgeschichte steht die Frau stellvertretend für viele Frauen dieser Zeit mit ähnlichem Schicksal. Die eingangs vom Gussmeister der Plastik gestellte Frage „Warum gerade die?“ erweist sich im Nachhinein als falsch gestellt, denn die richtige Antwort ist „Auch die.“

## Ausstrahlung und weitere Produktion
Im Jahr 1972 strahlte der Finnische Rundfunk Günther Rückers Porträt einer dicken Frau aus, das die Journalisten zum besten ausländischen Stück des Jahres aus dem Kreis der DDR-Hörspiele wählten.
1973 entstand beim Hessischen Rundfunk eine weitere Produktion des Hörspiels unter dem gleichen Titel. Die Erstsendung fand am 10. September 1973 statt und hatte eine Abspieldauer von 62'10 Minuten. Unter der Regie von Mathias Neumann sprachen: Edith Schultze-Westrum (Die dicke Frau), Wolfgang Engels (Mann der dicken Frau), Matthias Fuchs (André, Sohn der dicken Frau), Monika Weniger (Tochter der dicken Frau), Anfried Krämer (Bildhauer), Marlen Diekhoff (seine Frau), Olaf Bison (Gemeinderatsmitglied) und Erwin Scherschel (Gussmeister).
Die DDR-Produktion wurde auch vom ORF übernommen und dort am 28. Januar 1983 ausgestrahlt, gesprochen von Christa Lehmann, Gerd Ehlers, Hans Oldenbürger, Bärbel Bolle, Kurt Böwe, Gudrun Ritter, u. a.